# La Stagiaire
La Stagiaire est une série télévisée franco-belge créée par Isabel Sebastian et Laurent Burtin et diffusée depuis le 3 février 2015 sur France 3. Un épisode pilote a été diffusé le 3 février 2015 sur la même chaîne.

## Synopsis
Après une erreur judiciaire qui l'a conduite derrière les barreaux, Constance Meyer a décidé d'emprunter une nouvelle voie professionnelle. À 50 ans, celle qui était exploitante agricole et maire de son village est devenue élève à l'École nationale de la magistrature.

## Format
Chaque épisode repose sur une intrigue différente. S'il existe une certaine continuité, elle repose essentiellement sur la vie privée des protagonistes. De ce fait, il est tout à fait possible de suivre un épisode sans avoir regardé les épisodes précédents.

## Fiche technique
- Titre : La Stagiaire
- Réalisation : Olivier Barma et Christophe Campos
- Créateurs de la série et des personnages : Isabel Sebastian et Laurent Burtin.
- Scénario : Isabel Sebastian et Laurent Burtin
- Musique originale : Xavier Berthelot, Philip Lees, Alain Pewzner et Florent Athenosy
- Production : Gaëlle Cholet et Guillaume Renouil
- Directeur des productions : Stéphane Schneider
- Sociétés de production : Gazelle & Cie, Elephant Story, en coproduction avec AT Production
- Production exécutive : Pierre Gallo et Solune Production
- Pays d'origine : France et Belgique
- Langue originale : Français
- Lieu de tournage : Provence-Alpes-Côte d'Azur
- Genre : série policière
- Durée : 50 minutes

## Distribution

### Postes
| Saison | Episodes | Juge                                  | Stagiaire                         | Greffier(ère)                    | OPJ                                    | Procureur(e)                                        | Assistante du Procureur  |
| ------ | -------- | ------------------------------------- | --------------------------------- | -------------------------------- | -------------------------------------- | --------------------------------------------------- | ------------------------ |
| 1      | 1-6      | Juge Frédéric Filiponi (Arié Elmaleh) | Constance Meyer (Michèle Bernier) | Fanny Pelletier (Géraldine Loup) | Capitaine Sentier (Rémi Pedevilla)     | Substitut du procureur Hélène Clément (Anne Loiret) | --                       |
| 2      | 1-6      | Juge Boris Delcourt (Antoine Hamel)   | Constance Meyer (Michèle Bernier) | Fanny Pelletier (Géraldine Loup) | Capitaine Sentier (Rémi Pedevilla)     | Procureur Vladimir Quiring (Nicolas Marié)          | Corinne (Anne Décis)     |
| 3      | 1-2      | Juge Boris Delcourt (Antoine Hamel)   | Constance Meyer (Michèle Bernier) | Fanny Pelletier (Géraldine Loup) | Capitaine Sentier (Rémi Pedevilla)     | Procureur Vladimir Quiring (Nicolas Marié)          | Corinne (Anne Décis)     |
| 3      | 3-8      | Juge Boris Delcourt (Antoine Hamel)   | Constance Meyer (Michèle Bernier) | Fanny Pelletier (Géraldine Loup) | Capitaine Nadia Saïdi (Soraya Garlenq) | Procureur Vladimir Quiring (Nicolas Marié)          | Corinne (Anne Décis)     |
| 4      | 1-8      | Juge Boris Delcourt (Antoine Hamel)   | Constance Meyer (Michèle Bernier) | Fanny Pelletier (Géraldine Loup) | Capitaine Nadia Saïdi (Soraya Garlenq) | Procureur Vladimir Quiring (Nicolas Marié)          | Solène (Cyrielle Voguet) |
| 5      | 1-8      | Juge Boris Delcourt (Antoine Hamel)   | Constance Meyer (Michèle Bernier) | Christian (Emmanuel Layotte)     | Capitaine Nadia Saïdi (Soraya Garlenq) | Procureur Vladimir Quiring (Nicolas Marié)          | Solène (Cyrielle Voguet) |
| 6      | 1-8      | Juge Boris Delcourt (Antoine Hamel)   | Constance Meyer (Michèle Bernier) | Fanny Pelletier (Géraldine Loup) | Capitaine Nadia Saïdi (Soraya Garlenq) | Procureur Vladimir Quiring (Nicolas Marié)          | Solène (Cyrielle Voguet) |
| 7      | 1-6      | Juge Boris Delcourt (Antoine Hamel)   | Constance Meyer (Michèle Bernier) | Fanny Pelletier (Géraldine Loup) | Capitaine Nadia Saïdi (Soraya Garlenq) | Procureur Vladimir Quiring (Nicolas Marié)          | Solène (Cyrielle Voguet) |
| 8      | 1-6      | Juge Boris Delcourt (Antoine Hamel)   | Constance Meyer (Michèle Bernier) | Fanny Pelletier (Géraldine Loup) | Capitaine Nadia Saïdi (Soraya Garlenq) | Procureur Vladimir Quiring (Nicolas Marié)          | Solène (Cyrielle Voguet) |
| 9      | 1-6      | Juge Boris Delcourt (Antoine Hamel)   | Constance Meyer (Michèle Bernier) | Fanny Pelletier (Géraldine Loup) | Capitaine Nadia Saïdi (Soraya Garlenq) | Procureur Vladimir Quiring (Nicolas Marié)          | Solène (Cyrielle Voguet) |
| 10     | 1-6      | Juge Boris Delcourt (Antoine Hamel)   | Constance Meyer (Michèle Bernier) | Fanny Pelletier (Géraldine Loup) | Capitaine Nadia Saïdi (Soraya Garlenq) | Procureur Vladimir Quiring (Nicolas Marié)          | Solène (Cyrielle Voguet) |

### Acteurs principaux

#### Stagiaire
- Michèle Bernier : Constance Meyer (depuis la saison 1)

#### Juges
- Antoine Hamel : Juge Boris Delcourt (depuis la saison 2)
- Arié Elmaleh : Juge Frédéric Filiponi (saison 1)

#### Greffier
- Géraldine Loup : Fanny Pelletier, la greffière (depuis la saison 1)
- Emmanuel Layotte : Christian, le greffier remplaçant Fanny durant son congé maternité (saison 5)

#### OPJ
- Soraya Garlenq : Capitaine Nadia Saïdi (depuis la saison 3, épisode 3)
- Rémi Pedevilla : Capitaine Sentier (saisons 1 à 3, épisode 2)

#### Procureurs
- Nicolas Marié : Procureur Vladimir Quiring (depuis la saison 2)
- Anne Loiret : Hélène Clément, la substitut du procureur (saison 1)

#### Assistantes du procureur
- Cyrielle Voguet : Solène, l'assistante du procureur Quiring (saisons 4-7), puis médiatrice judiciaire (saison 8)
- Anne Décis : Corinne, la secrétaire du procureur Quiring (saisons 2 et 3)

#### Famille Meyer
- Philippe Lelièvre : Barthélemy dit « Barth » Meyer, mari de Constance (depuis la saison 1)
  - Andréa Ferréol : Chantal Meyer, la mère de Barth (saison 5)
- Clément Moreau : Antoine Meyer, fils de Constance et Barth (depuis la saison 1)
  - Lélia Nevert : Rebecca, la petite amie d'Antoine et mère de son fils (depuis la saison 3)
- Jeanne Lambert : Alice Meyer, fille de Constance et Barth (depuis la saison 1)
  - Samuel Charle : Paul, le petit ami d'Alice (saison 2)

#### Famille Boris Delcourt
- Nicolas Marié : Vladimir Quiring, le père de Boris (depuis la saison 2)
- Valérie Stroh : Anna Delcourt, la mère de Boris (saisons 2 et 3)

#### Famille Solène
- Tom Saidi-Vigier : Raphaël, le fils de Solène (depuis la saison 5)
- Jérémie Poppe : Ludovic, le père de Raphaël (depuis la saison 6)
- Vincent Buonagurio : Raphaël, le fils de Solène et de Ludovic (depuis la saison 7)

#### Famille Frédéric Filiponi
- Jacques Hansen : M. Filiponi, le père de Fred (saison 1)
- Gladys Cohen : Mme Filiponi, la mère de Fred (saison 1)
- Théo Trifard : Alex Filiponi, le frère de Fred (saison 1)

#### Autres
- Irina Ninova : Milena Gorsky, la professeure de russe, puis compagne de Quiring (depuis la saison 7)
- Jean-Charles Chagachbanian : Xavier-Louis, le voisin de Constance Meyer (saison 6)

### Acteurs invités

#### Pilote
- Caroline Bourg : Ludivine Luthier
- Alexandre Tacchino : Théo Luthier
- Benjamin Baroche : Bastien Cendrar
- Jérémie Poppe : Nathan Al-Khazat

## Épisodes

### Pilote (2015)
Diffusé le 3 février 2015 sur France 3.

### Saison 1 (2016)
Après le succès de l'épisode pilote, France 3 décide de renouveler la série pour 6 nouveaux épisodes, diffusés entre le mardi 12 janvier et le mardi 26 janvier 2016.
1. La Chair de ma chair
2. Bien d'exception
3. Repose en paix
4. Émanations
5. Pas de vagues
6. Résidence surveillée

### Saison 2 (2017)
À la suite du succès de la saison 1, France 3 annonce la mise en chantier d'une saison 2. La diffusion a lieu entre le 14 et le 28 février 2017.
1. Sept ans de malheur
2. Un étudiant modèle
3. Guet-apens
4. Cuisine pour tous
5. Une histoire d'amour
6. Pointes de sang

Si la saison devait compter huit épisodes à l'origine, elle n'en compte finalement que six. Les épisodes prévus sont intégrés à une troisième saison dont le tournage commence en février 2017.

### Saison 3 (2018)
La diffusion a lieu entre le 27 février 2018 et le 20 mars 2018.
1. Disparues
2. Maternité
3. Une famille sans histoire
4. Le Pensionnat
5. Coupables
6. Bulle d'air
7. Liberté provisoire
8. Un cœur en or

### Saison 4 (2019)
La saison est diffusée à partir du 7 février 2019 en Belgique, sur La Une et à partir du 12 février 2019 sur France 3.
1. Impartiale
2. L'Inconnue de la gare
3. Premier amour
4. Populaire
5. Ma petite entreprise
6. Lauriers roses et pensées jaunes
7. La Fille à vélo
8. Clairvoyance

### Saison 5 (2020)
Le tournage de la saison 5 a débuté en juin 2019. La saison est diffusée à partir du 11 février 2020 en Suisse, sur RTS Un et à partir du 10 mars 2020 en Belgique sur La Une et à partir du 25 août 2020 sur France 3.
1. Espace détente
2. La Parole à la défense
3. Les Liens du sang
4. Le Silence de la mer
5. Le Prix du succès
6. Passé trouble
7. Noces funèbres
8. Jamais sans Léa

### Saison 6 (2021)
Cette saison est diffusée à partir du 18 février 2021 en Belgique sur La Une et à partir du 23 mars 2021 sur France 3.
1. Espèce protégée
2. À la dérive
3. K.O
4. Dans la lumière
5. Précoces
6. Violences
7. Isolés
8. Aménagement de peine

### Saison 7 (2022)
Cette saison est diffusée à partir du 19 mai 2022 en Belgique sur La Une, en 2022 en Suisse RTSUn et à partir du 27 septembre 2022 sur France 3.
1. Être et avoir été
2. L'autre
3. Toujours plus haut
4. Retour à la nature
5. Veuve noire
6. Le temps présent

### Saison 8 (2023)
Cette saison est diffusée à partir du 20 avril 2023 en Belgique sur La Une, en 2023 en Suisse RTSUn et à partir du 29 août 2023 sur France 3.
1. La vie est ailleurs
2. Une personne de confiance
3. Clair obscur
4. Self défense
5. Les âmes perdues
6. Passionnément

### Saison 9 (2024)
Cette saison est diffusée à partir du 29 février 2024 en Belgique sur La Une, en 2024 en Suisse RTSUn et à partir du 27 août 2024 sur France 3.
1. Le sauveur
2. Cabaret
3. Deuxième vie
4. Impact
5. Les larmes du clown
6. Errance

### Saison 10 (2025)
Cette saison a été diffusée du 27 février 2025 au 13 mars 2025 en Belgique sur La Une, en 2025 en Suisse RTSUn et à partir du 25 aout 2025 sur France 3.
1. Un avenir tout tracé
2. La mort et son double
3. Amour fantôme
4. Une pour toutes !
5. Un poids trop lourd
6. Le bien par le mal

## Tournage
La série est tournée entre Marseille et Aix-en-Provence dans la région Provence-Alpes-Côte d'Azur. Les extérieurs du palais de justice sont ceux du palais de justice d'Aix-en-Provence jusqu'à l'épisode 2 de la saison 2, puis ceux du palais de justice de Marseille, alors que les intérieurs sont ceux du palais de justice d'Aix-en-Provence, à l'exception des scènes de bureau qui sont tournées en studio, à Martigues.

## Diffusion

### Diffusion en France
| Saison | Nombre d'épisodes | Horaire       | Diffusion         | Diffusion         |
| Saison | Nombre d'épisodes | Horaire       | Début de saison   | Fin de saison     |
| ------ | ----------------- | ------------- | ----------------- | ----------------- |
| 1      | 6                 | Mardi 21 h 10 | 12 janvier 2016   | 26 janvier 2016   |
| 2      | 6                 | Mardi 21 h 10 | 14 février 2017   | 28 février 2017   |
| 3      | 8                 | Mardi 21 h 10 | 27 février 2018   | 20 mars 2018      |
| 4      | 8                 | Mardi 21 h 10 | 12 février 2019   | 5 mars 2019       |
| 5      | 8                 | Mardi 21 h 10 | 25 août 2020      | 15 septembre 2020 |
| 6      | 8                 | Mardi 21 h 10 | 23 mars 2021      | 13 avril 2021     |
| 7      | 6                 | Mardi 21 h 10 | 27 septembre 2022 | 11 octobre 2022   |
| 8      | 6                 | Mardi 21 h 10 | 29 août 2023      | 26 septembre 2023 |
| 9      | 6                 | Mardi 21 h 10 | 27 août 2024      | 17 septembre 2024 |

### Diffusion internationale
- Italie : diffusée sur la chaîne Fox Crime (Italia) (it) sous le nom The Intern à partir de 23 mars 2017.
- Portugal : diffusée sur la chaîne RTP 2 sous le nom A Estagiária à partir de 8 mars 2020[5].
- Roumanie : diffusée sur la chaîne Diva (canal TV) (ro) sous le nom Stagiara à partir de juillet 2019 [6].
- Espagne : diffusée sur la chaîne Paramount Network sous le nom Constance Meyer, jueza en prácticas à partir de mai 2021.

## Accueil et audiences

### Accueil critique
Lors du début de la diffusion de la saison 3, le magazine Moustique parle de « savant cocktail d'affaires à dimension humaine, de complicité entre les protagonistes et d'humour bon enfant ». 

### Audiences en France

#### Tableau
| Saison | Nombre d'épisodes | Audience (en millions) | Audience (en millions) | Audience (en millions) | Audience (en millions) | Audience (en millions) | Audience (en millions) | Audience (en millions) | Audience (en millions) | Audience (en millions) | Audience (en millions) | Audience (en millions) | Audience (en millions) | Audience (en millions) | Source |
| Saison | Nombre d'épisodes | E1                     | E2                     | E3                     | E4                     | E5                     | E6                     | E7                     | E8                     | Première               | Finale                 | Moyenne                | Minimum                | Maximum                | Source |
| ------ | ----------------- | ---------------------- | ---------------------- | ---------------------- | ---------------------- | ---------------------- | ---------------------- | ---------------------- | ---------------------- | ---------------------- | ---------------------- | ---------------------- | ---------------------- | ---------------------- | ------ |
| 1      | 6                 | 3,79                   | 3,44                   | 4,43                   | 3,92                   | 4,86                   | 4,38                   | -                      | -                      | 3,79                   | 4,38                   | 4,14                   | 3,44                   | 4,86                   | ,      |
| 2      | 6                 | 3,67                   | ?                      | 4,50                   | 4,15                   | 4,54                   | ?                      | -                      | -                      | 3,67                   | ?                      | ?                      | ?                      | ?                      | ,      |
| 3      | 8                 | 4,46                   | 4,15                   | 4,74                   | 4,44                   | 4,55                   | 3,98                   | 4,57                   | 4,31                   | 4,46                   | 4,31                   | 4,40                   | 3,98                   | 4,74                   | ,      |
| 4      | 8                 | 4,29                   | 3,84                   | 4,27                   | 3,95                   | 4,25                   | 4,14                   | 4,54                   | 4,20                   | 4,29                   | 4,20                   | 4,18                   | 3,84                   | 4,54                   | ,      |
| 5      | 8                 | 4,23                   | 3,96                   | 4,81                   | 4,19                   | 3,86                   | 3,48                   | 5,15                   | 4,41                   | 4,23                   | 4,41                   | 4,26                   | 3,48                   | 5,15                   | ,      |
| 6      | 8                 | 4,94                   | 4,24                   | 4,79                   | 4,34                   | 4,30                   | 4,13                   | 4,93                   | 4,43                   | 4,94                   | 4,43                   | 4,51                   | 4,13                   | 4,94                   | ,      |
| 7      | 6                 | 5,21                   | 4,56                   | 4,86                   | 4,21                   | 4,32                   | 3,93                   | -                      | -                      | 5,21                   | 3,93                   | 4,52                   | 3,93                   | 5,21                   | ,      |
| 8      | 6                 | 4,44                   | 3,88                   | 4,31                   | 3,89                   | 4,19                   | 4,13                   | -                      | -                      | 4,44                   | 4,13                   | 4,14                   | 3,88                   | 4,44                   | ,      |
| 9      | 6                 | 4,20                   | 3,75                   | 4,22                   | 3,57                   | 4,19                   | 4,41                   | -                      | -                      | 4,20                   | 4,41                   | 4,06                   | 3,57                   | 4,41                   | ,      |

- Les plus hauts chiffres d'audience
- Les plus bas chiffres d'audience

#### Graphique
- Lancement
- Moyenne
- Finale
- Minimum
- Maximum